# NGC 5133
NGC 5133 este o galaxie lenticulară situată în constelația Fecioara. A fost descoperită în 23 aprilie 1881 de către Édouard Stephan⁠(d). Se află la o distanță de 91,75 de megaparseci de Pământ.